# Balice (województwo kujawsko-pomorskie)
Balice – wieś w Polsce położona w województwie kujawsko-pomorskim, w powiecie inowrocławskim, w gminie Janikowo.
Powierzchnia wynosi 177,29 ha, w tym 2,11 ha zabudowań, 4,38 ha dróg, 0,36 ha lasów. Nazwy wcześniejsze to Balycze, Balicze.

## Historia
W 1411 r. wieś należała do nieznanego z nazwiska i rodu Adama. W 1464 r. dotychczasowa dziedziczka Balic Małgorzata żona Sędziwoja z Trzebawia sprzedała je wraz z Kołudą Małą, Sielcami, działem w Sieczkowicach i jeziorem Krzyte (Skryte) za 40 grzywien groszy polskich Katarzynie żonie Tomasza Krzekotowskiego i synom Elżbiety żony Jarosława z Przybranowa: Janowi i Maciejowi.

## Podział administracyjny
W latach 1975–1998 miejscowość administracyjnie należała do województwa bydgoskiego.

## Demografia
Według Narodowego Spisu Powszechnego (III 2011 r.) wieś liczyła 124 mieszkańców. Jest, wespół ze wsią Sielec (124 mieszkańców), dziesiątą co do wielkości miejscowością gminy Janikowo.